# Championnat des Îles Anglo-Normandes féminin de football
Pour les articles homonymes, voir JFC.
Le championnat de Jersey de football féminin (League Ladies) existe depuis 1997 et le championnat de Guernesey de football féminin depuis 2004. En 2005 a été créée une compétition (JFC Centenary Bowl) mettant aux prises les deux champions. 

## Palmarès

### Championnat de Guernesey
- 2004-2005 : Sylvans SC
- 2005-2006 : Sylvans SC
- 2006-2007 : Sylvans SC
- 2007-2008 :  St Martin
- 2008-2009 : Sylvans SC
- 2010-2011 : Sylvans SC
- 2011-2012 : St Martin
- 2012-2013 : St Martin
- 2013-2014 : Rovers AC
- 2014-2015 : Sylvans SC
- 2015-2016 : Vale Recreation FC
- 2016-2017 : Rovers AC

#### Bilan par clubs
- 6 titres : Sylvans SC
- 3 titres :  St Martin
- 1 titre : Rovers AC, Vale Recreation FC

### Championnat de Jersey
- 1997-1998 : St Peter FC
- 1998-1999 : St Peter FC
- 1999-2000 : St Peter FC
- 2000-2001 : inconnu
- 2001-2002 : Jersey Wanderers FC
- 2002-2003 : St Peter FC
- 2003-2004 : St Peter FC
- 2004-2005 : First Tower United
- 2005-2006 : St John FC
- 2006-2007 : First Tower United
- 2007-2008 : First Tower United
- 2008-2009 : First Tower United
- 2009-2010 : St Paul's
- 2010-2011 : St John FC
- 2011-2012 : St John FC
- 2012-2013 : St Paul's
- 2013-2014 : St Paul's
- 2014-2015 : St Paul's
- 2015-2016 : St Paul's
- 2016-2017 : St Paul's
- 2017-2018 : Jersey Wanderers FC
- 2018-2019 : Jersey Wanderers FC
- 2019-2020 : compétition abandonnée
- 2020-2021 : Rozel Rovers
- 2021-2022 : St Lawrence
- 2022-2023 : Rozel Rovers

#### Bilan par clubs
- 6 titres : St Paul's
- 5 titres : St Peter FC
- 4 titres : First Tower United
- 3 titres : St John FC, Jersey Wanderers FC
- 2 titres : Rozel Rovers

### JFC Centenary Bowl
| Saison    | Champion de Jersey | Champion de Guernesey | score               |
| --------- | ------------------ | --------------------- | ------------------- |
| 2005-2006 | St John FC         | Sylvans SC            | 2 - 1               |
| 2006-2007 | First Town United  | Sylvans SC            | 4 - 2               |
| 2007-2008 | First Town United  | St Martin             | 5 - 0               |
| 2008-2009 | First Town United  | Sylvans SC            | 3 - 3 (ap, 4-3 tab) |
| 2009-2010 | St Paul's          | Sylvans SC            | 1 - 0               |
| 2010-2011 | St John FC         | Sylvans SC            | 4 - 1               |
| 2011-2012 | St John FC         | St Martin             | 4 - 2               |
| 2012-2013 | St John FC         | St Martin             | 7 - 2               |
| 2013-2014 | St John FC         | Rovers                | 7 - 2               |
| 2014-2015 | St John FC         | Sylvans SC            | 13 - 2              |
| 2014-2015 | Vale Recreation FC | St Paul's             | 6 - 5               |

#### Bilan par clubs
- 5 titres : St John FC
- 3 victoires : First Town United
- 1 victoire : Vale Recreation FC